# Hotel della Città et de la Ville
Hotel della Città et de la Ville, comunemente noto come Hotel della Città è stato un hotel del centro storico di Forlì, progettato nel 1953 da Gio Ponti. La struttura comprende sia l'hotel che il Centro Studi Fondazione Livio e Maria Garzanti.
Negli anni '40, nell'area occupata attualmente dall'hotel, vengono demolite abitazioni storiche del centro di Forlì quali le case Albanesi e Bazzotti per far posto ad un vasto complesso edilizio destinato ad alloggi per impiegati statali (I.N.C.I.S). Allo scoppio della guerra i lavori si fermarono e l'area rimase non edificata. Terminata la guerra l'amministrazione comunale forlivese fece presentare proposte per la costruzione e la gestione di un grande albergo, di cui la città era sprovvista. Fu così che nel 1953 Gio Ponti fu incaricato per la progettazione di un albergo che fu realizzato dalla ditta Enea Orioli che lo portò a compimento nel 1957. Nel contempo l'editore Aldo Garzanti voleva dotare la città di un centro di ospitalità per artisti e ne trovò ospitalità nell'albergo in costruzione. Nel 1952 Aldo Garzanti lasciò la direzione della casa editrice al figlio Livio Garzanti e così si poté dedicare al progetto della fondazione che prende il nome di centro studi fondazione Livio e Maria Garzanti. La finalità della fondazione era quella di dotare la città di un centro di ospitalità per artisti, studiosi, scienziati e letterati che avessero primeggiato in queste discipline o che semplicemente fossero bisognosi di sostegno economico e/o finanziario.
L'edificio occupa un intero isolato nel centro storico cittadino e si trova in una posizione baricentrica tra Piazza Aurelio Saffi ed il piazzale della vittoria. L'hotel si trova arretrato rispetto al fronte principale della via, modificando perciò il profilo lineare del corso cittadino. La struttura si segnala per i suoi spioventi invertiti, le finestre esagonali, gli spazi aperti, l'ampio respiro fra i corpi ed è annoverato come esempio, tra i più significativi, di architettura contemporanea nazionale.
Sulla facciata dell'albergo è raffigurato un mosaico della abbazia di San Mercuriale che riporta la scritta fondazione di Livio e Maria Garzanti. Dall’anno 2015 il complesso alberghiero è chiuso.
Fra i personaggi che hanno usufruito dell'ospitalità della fondazione si annoverano: Antonio Mambelli, Ugo dal Pozzo e Pina Renzi. Oggigiorno la fondazione svolge un ruolo più indirizzato all'attività culturali che non a quelle assistenziali.